# Vodárna Chrast
Stará vodárenská věž z let 1746–1755 je vodárenská stavba nad Chrašickým rybníkem v Chrašicích, místní části města Chrast v okrese Chrudim. Vodárenská věž vystavěná z lomového kamene je od 24. ledna 1964 chráněna jako kulturní památka.

## Historie
Současná vodárenská věž v Chrašicích byla vystavěna v letech 1746 - 1755 na místě starší vodárenské věže z roku 1663. Čerpací zařízení poháněné vodním kolem se nalézalo pod chrašickým mlýnem. Zařízení tlačilo vodu dřevěným potrubím do výše 24 m do rezervoáru v nejvyšším patře vodárenské věže, odkud voda dřevěným potrubím pokračovala samospádem nejprve do kašny v zámku a později do kašny na náměstí Chrasti. Vodojem ve vodárenské věži v různých úpravách fungoval až do roku 1978, kdy byl zcela uzavřen.

## Popis
Vodárna je čtvercového půdorysu, nad nímž se zvedá vysoká hranolová věž z lomového neomítaného opukového kamene. Věž je zastřešena stanovou šindelovou střechou.
Novodobá rekonstrukce věže za účelem její úpravy na rozhlednu stála cca 655 tisíc korun, probíhala v letech 2010 až 2012 a zahrnovala zejména vybudování nového schodiště a střechy a terénní úpravy okolí věže. Uvnitř věže se nachází několik informačních panelů o historii vodárenství ve městě. 

## Galerie

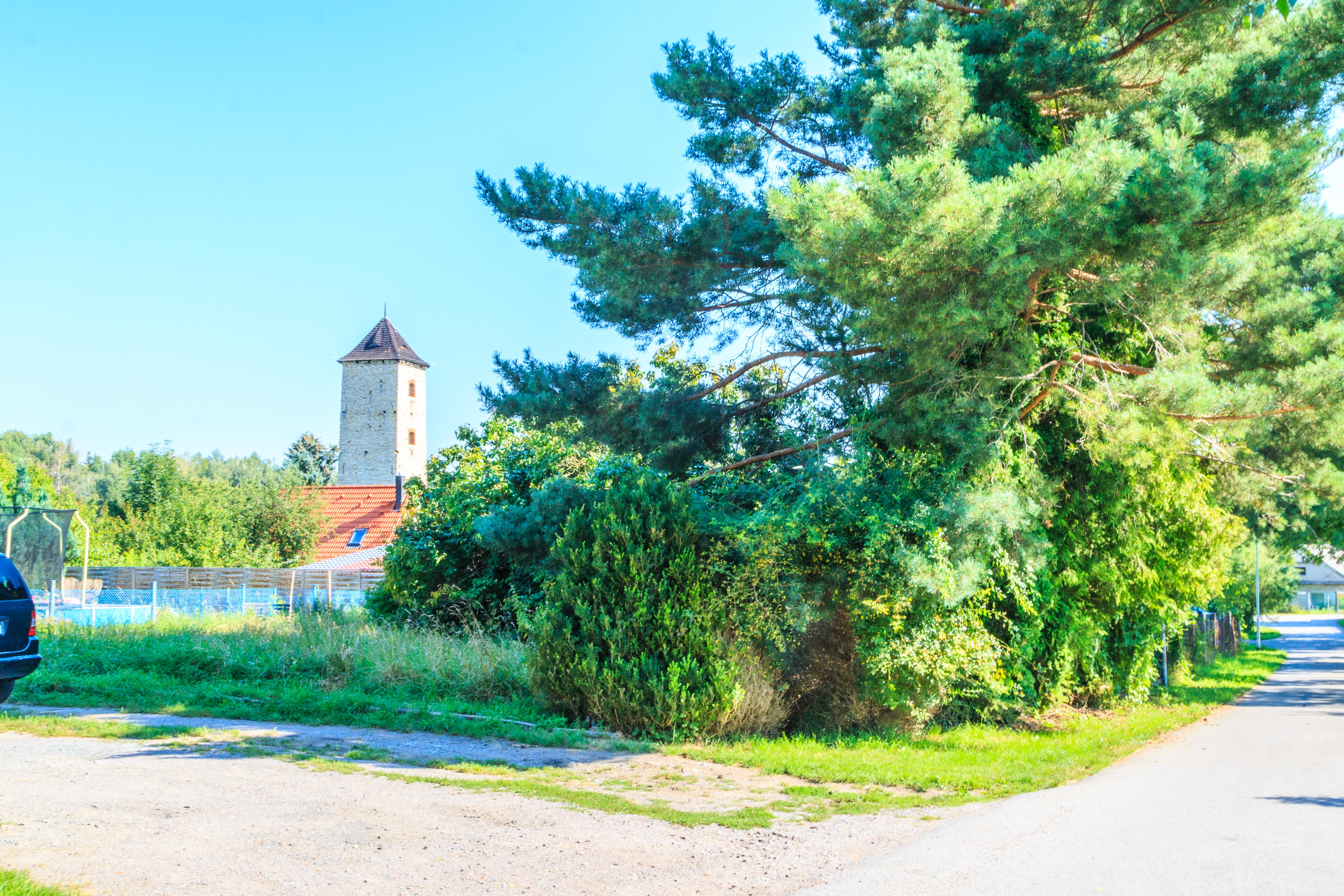
Vodárenská věž
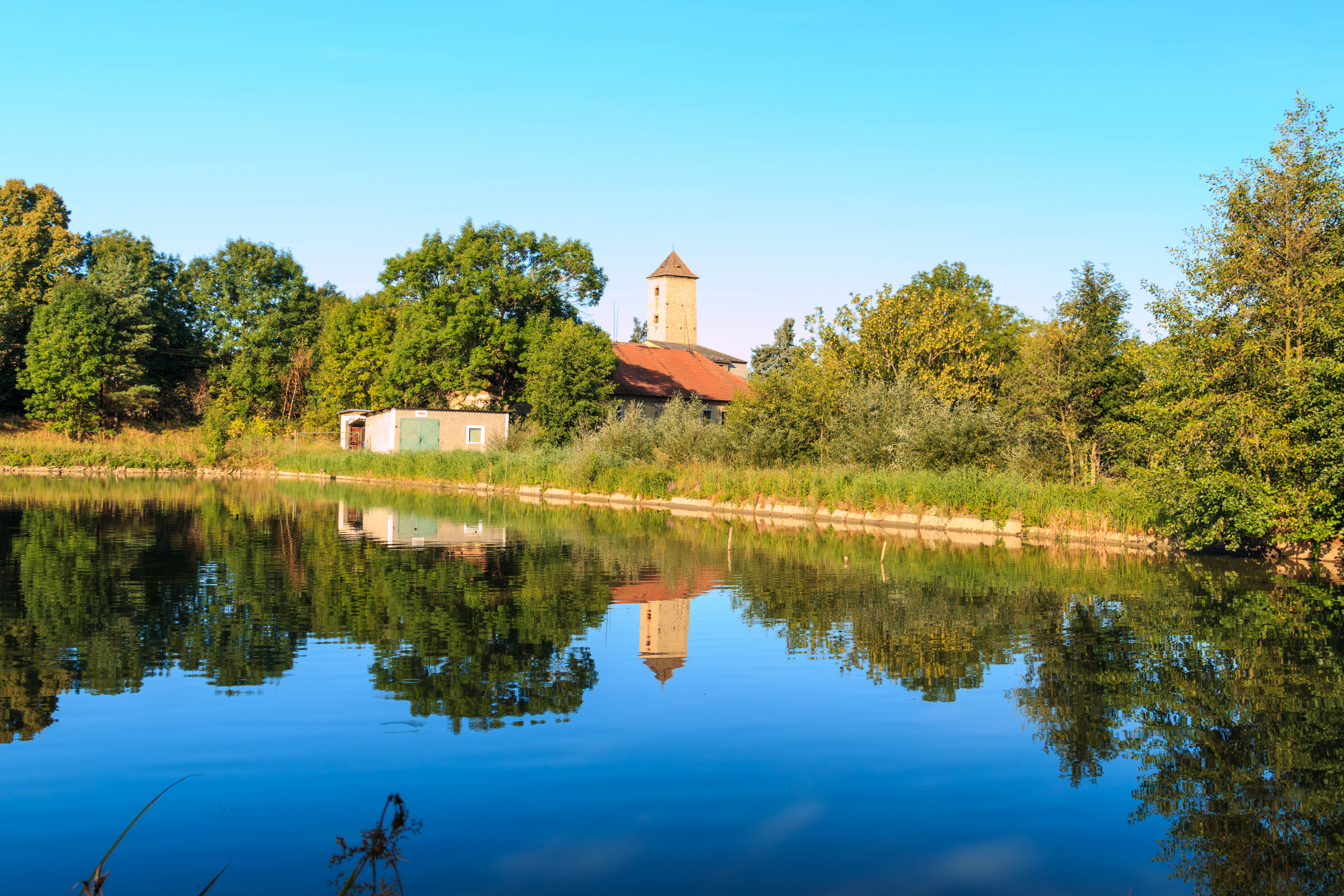
Vodárenská věž
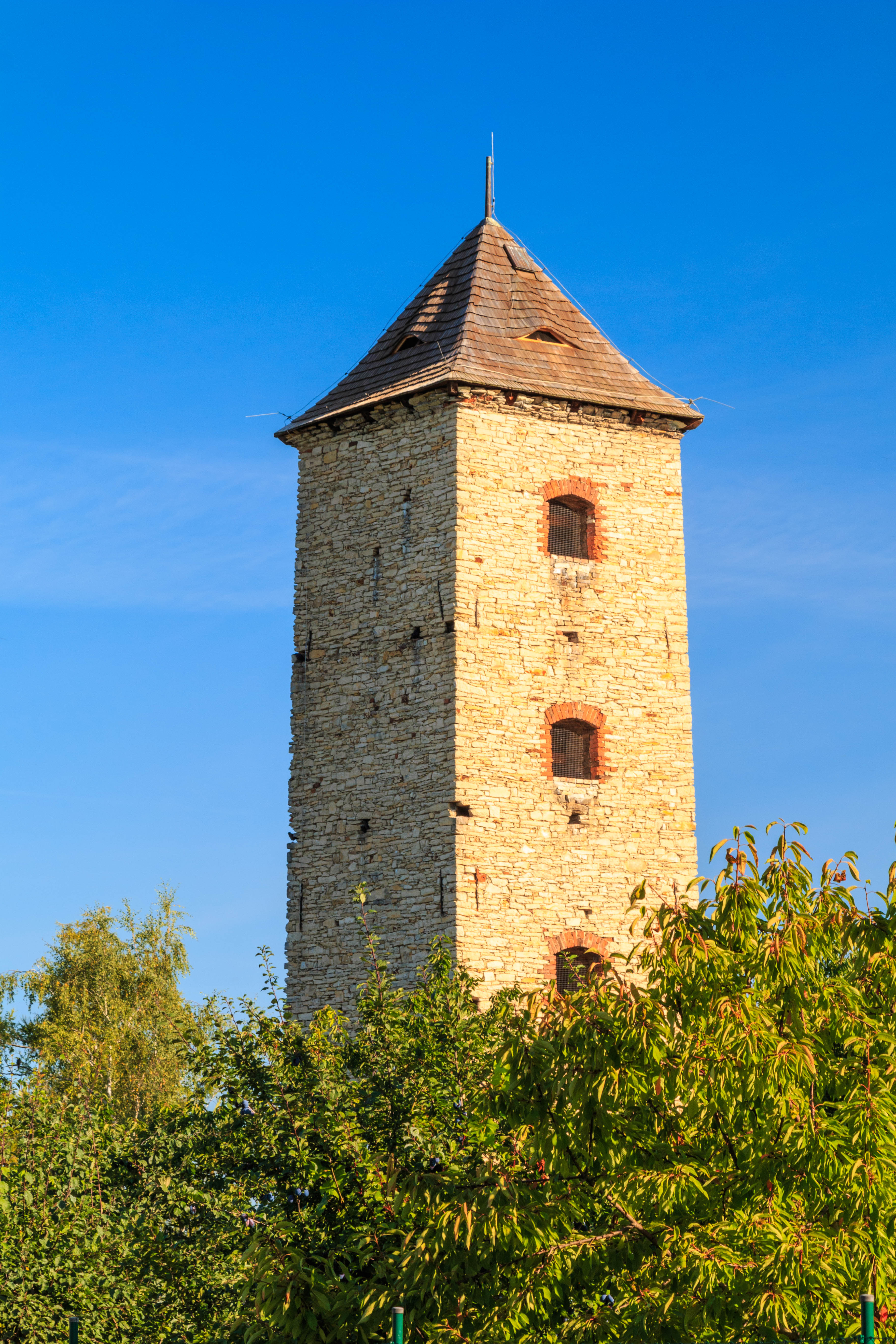
Vodárenská věž